# Monomorium talbotae
Monomorium talbotae é uma espécie de insecto da família Formicidae.
É endémica dos Estados Unidos da América.

## Comportamento
A M. talbotae só é conhecida por ser encontrada em formigueiros da espécie Monomorium minimum e nunca foram identificadas obreiras, apenas rainhas e machos, pelo que se presume que se trata de uma espécie parasita e sem obreiras.